# Micropogonias
Micropogonias, es un género de peces de la familia Sciaenidae que agrupa 9 especies, las que comúnmente son llamadas roncadores, corvinas, huaquiles, o corvinillas.

## Distribución
Sus especies se distribuyen en los océanos Atlántico y Pacífico, tanto en el Hemisferio Norte como en el Sur.

## Hábitat
Habitan generalmente en aguas costeras siendo bentopelágicos o demersales. Algunas especies son abundantes en aguas estuariales de grandes ríos, incluso en tramos con muy poca o nula salinidad. 

## Alimentación
Se alimentan principalmente de gusanos marinos, crustáceos, moluscos, y de otros peces.

## Utilidad económica
Algunas de sus especies son uno de los principales recursos marinos costeros en el Uruguay y el Río de la Plata.

## Lista de especies

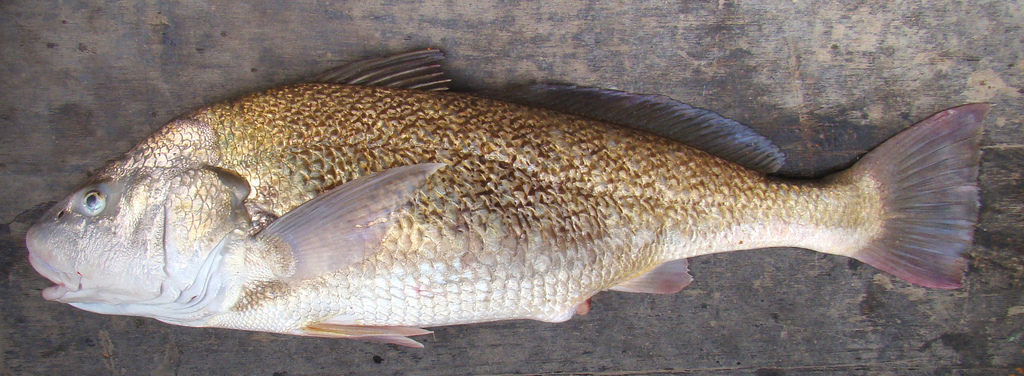
La corvina rubia (Micropogonias furnieri)

- Micropogonias altipinnis (Günther, 1864).
- Micropogonias altipinus (Günther, 1864).
- Micropogonias ectenes (Jordan & Gilbert, 1882).
- Micropogonias fasciatus (de Buen, 1961).
- Micropogonias furnieri (Desmarest, 1823).
- Micropogonias manni (Moreno, 1970).
- Micropogonias megalops (Gilbert, 1890).
- Micropogonias opercularis (Quoy & Gaimard, 1825).
- Micropogonias undulatus (Linnaeus, 1766).